# اللواء 120 دفاع جوي (اليمن)
اللواء 120 دفاع جوي هو لواء دفاع جوي يمني، يتبع القوات الجوية والدفاع الجوي، يتمركز اللواء بمدينة عدن جنوبي اليمن، ضمن عمليات المنطقة العسكرية الرابعة.